# Epicentr K-Awanhard Odessa
Epicentr K-Awanhard Odessa (ukr. Футзальний клуб «Епіцентр К-Авангард» Одеса, Futzalnyj Kłub "Epicentr K-Awanhard" Odesa) – ukraiński klub futsalu, mający siedzibę w mieście Odessa. Od sezonu 2017/18 występuje w futsalowej Ekstra-Lidze Ukrainy.

## Historia
Chronologia nazw:
- 2013: Epicentr K-Awanhard Odessa (ukr. «Епіцентр К-Авангард» Одеса)

Klub futsalowy Epicentr K-Awanhard Odessa został założony w Odessie w 2013 roku i reprezentował firmę Epicentr K - sieć sklepów budowlanych na Ukrainie. Najpierw zespół startował w pierwszej lidze mistrzostw miasta awansując po pierwszym sezonie do wyższej ligi Odessy. W sezonie 2015/16 zespół zdobył wicemistrzostwo oraz Puchar Odessy. W sezonie 2016/17 klub debiutował w profesjonalnych rozgrywkach Pierwszej Ligi. Po rundzie podstawowej był na drugiej pozycji, ale w finale czterech spadł na ostatnią czwartą lokatę. W następnym sezonie 2017/18 klub przystąpił do rozgrywek Ekstra-ligi, zajmując 9.miejsce. W sezonie 2018/19 zajął ostatnie dziesiąte miejsce.
Obecnie gra w najwyższej klasie rozgrywek ukraińskiego futsalu.

## Barwy klubowe, strój
| Czarny | Niebieski |

Zawodnicy klubu zazwyczaj grają swoje mecze domowe w białych lub niebieskich strojach.

## Sukcesy

### Trofea międzynarodowe
Nie uczestniczył w rozgrywkach europejskich (stan na 31-05-2018).

### Trofea krajowe
| \| \| Zdobyte trofea w rozgrywkach Ukrainy (stan na: 31-05-2018) \| |                                                            |      |          |
| Rozgrywki                                                           | Osiągnięcie                                                | Razy | Sezon(y) |
| · Mistrzostwo                                                       | I miejsce                                                  | 0    |          |
| · Mistrzostwo                                                       | II miejsce                                                 | 0    |          |
| · Mistrzostwo                                                       | III miejsce                                                | 0    |          |
| · Mistrzostwo                                                       | 9. miejsce                                                 | 1    | 2017/18  |
| Puchar                                                              | zdobywca                                                   | 0    |          |
| Puchar                                                              | finalista                                                  | 0    |          |
| II liga                                                             | I miejsce                                                  | 0    |          |
| II liga                                                             | II miejsce                                                 | 0    |          |
| II liga                                                             | III miejsce                                                | 0    |          |
| II liga                                                             | 4. miejsce                                                 | 1    | 2016/17  |
| Ukraina                                                             | Zdobyte trofea w rozgrywkach Ukrainy (stan na: 31-05-2018) |      |          |

## Piłkarze i trenerzy klubu

### Trenerzy
Pawło Ardakow (201?–10.2015)
 Kyryło Krasij (10.2017–2018)
 Fedir Pyłypiw (2018–obecnie)

## Struktura klubu

### Stadion
Klub rozgrywa swoje mecze domowe w Hali Kompleksu Sportowego SKA w Odessie. Pojemność: 500 miejsc siedzących.

### Sponsorzy
- "Epicentr K"